# Walter B. Rideout
Walter Bates Rideout (* 21. Oktober 1917 in Lee, Maine; † 8. April 2006) war ein US-amerikanischer Anglist. Er lehrte von 1962 bis 1986 als Professor an der University of Wisconsin–Madison und galt als führender Experte zum Werk des Schriftstellers Sherwood Anderson.

## Werdegang
Walter Bates Rideout war das zweite Kind von Walter John Rideout und dessen Frau Ruth, geb. Brickett. Er wuchs hauptsächlich in Dover-Foxcroft auf, einer Stadt im Piscataquis County. Nach dem Besuch der Hartland Academy studierte er von 1934 bis 1938 am Colby College in Maine und erlangte 1939 den Masterabschluss an der Harvard University Graduate School. Während des Zweiten Weltkriegs arbeitete er in Washington an der Dechiffrierung japanischer Codes. Später trat er der U.S. Navy bei, für die er in Pearl Harbor der gleichen Tätigkeit nachging. Im Range eines Senior Lieutenants verließ er 1946 die Armee. 1950 promovierte er in Harvard in Englischer Literatur mit einer Schrift über „The proletarian novel in the United States“. Von 1949 bis 1962 lehrte er an der Northwestern University. Im Anschluss kam er als Gastprofessor an die University of Wisconsin in Madison. Dort hatte er von 1965 bis 1968 die Leitung der Englischen Fakultät inne und verblieb bis zum Ende seiner beruflichen Laufbahn an der Universität. Zuletzt war er Professor für amerikanische Literatur des 20. Jahrhunderts, bis er 1986 in den Ruhestand ging.
Rideout war seit 1947 verheiratet, hatte zwei Kinder und lebte mit seiner Frau in Nakoma, einem Stadtviertel von Madison.

## Ehrungen und Auszeichnungen
- Newberry Library Fellowship
- directorship of the Northwestern University Program for Bell Telephone System Executives
- Guggenheim-Stipendium
- Mid-American Award
- Society for the Study of Midwestern Literature
- Distinguished Educator Award des Colby College

## Publikationen (Auswahl)
- The radical novel in the United States, 1900-1954: some interrelations of literature and society. Harvard University Press, Cambridge 1956.
- mit Gay Wilson Allen und James K. Robinson: American poetry. Harper & Row, New York 1965.
- Sherwood Anderson: a collection of critical essays. Prentice-Hall, Englewood Cliffs, N.J. 1974, ISBN 0-13-036558-0.
- Sherwood Anderson: a writer in America. University of Wisconsin Press, Madison 2006, ISBN 0-299-21530-X.